# Kádí
Kádí (arab. القاضي, al-qāḍī, soudce) je v islámských zemích soudce, jmenovaný panovníkem. Je vázán právem šarí‘a, pozitivním právem (fikh) a souhlasným názorem (idžma) odborníků (ulamá) a proti jeho rozsudku není odvolání. Do jeho kompetence spadají hlavně občanské a náboženské záležitosti muslimů, kdežto spory mezi jinověrci se nezabývá. Trestní případy řeší často policie (šurta).

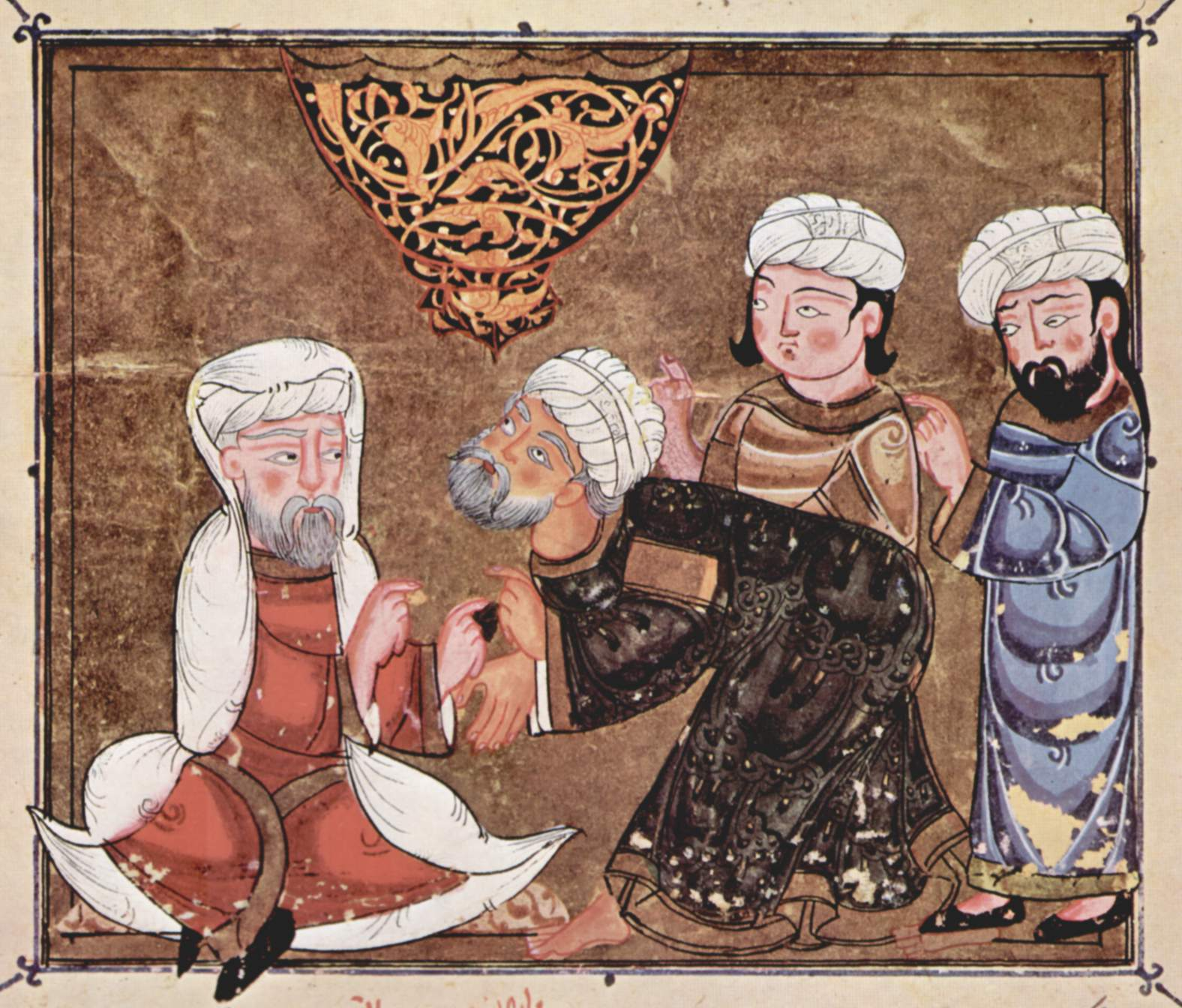
Abú Zajd jako žalobce před kádím (perský rukopis, kolem 1335)

## Historie
Úřad kádího fungoval patrně už za Mohameda, když vladaři nestačili rozsuzovat spory mezi věřícími. Za umajjovských chalífů (kolem 700) vznikl úřad nejvyššího kádí (kádí al-kudát), který chalífovi radil při jmenování kádí. Zatímco muftí se zabývali výkladem Koránu a psaného práva, výkon justice spočíval na kádím. Kromě toho měl i další povinnosti: spravoval náboženské nadace, ověřoval nástup a sesazení vladaře, dohlížel na péči o sirotky a na dodržování veřejné mravnosti. Zpočátku soudili jen podle zvykového práva a vlastní představy spravedlnosti. Když roku 750 nastoupili Abbásovci, mohli už výsledky práce učenců prohlásit za pozitivní právo, jenže to se opíralo hlavně o rozsudky (precedenty) předchozích kádí, kteří tak vlastně toto právo vytvořili. Od této doby jím však už byli striktně vázáni.
Nedostatek soudcovské volnosti aspoň zčásti nahrazoval jiný soud (al-mazálim), jemuž předsedal vládce nebo guvernér a který nebyl vázán pozitivním právem. Fungoval tak i jako odvolací instance, ne ovšem nezávislá. Také kádí byl ustanoven a odvoláván chalífou a později panovníkem, mohl však někdy sám svoji pravomoc také delegovat na podřízené, kteří měli také titul kádí.

## Praxe
Kádí musí být zdravý, bezúhonný muslim, od něhož se často vyžadovalo i právní vzdělání. Nesmí přijímat dary a musí být opatrný v obchodě. Přesto je v literatuře mnoho stížností na úplatné kádí. Teprve v 21. století se zejména v asijských zemích mohou kádím stávat i ženy, ovšem s omezenou pravomocí. Přesto je i tato možnost předmětem odborných sporů. Na indickém subkontinentu se funkce kádího (kazi) stala dědičnou.